# División de Honor Juvenil de España 2013-14
La División de Honor Juvenil 2013-14, se dio inicio a la competición el 7 de septiembre de 2013 y finalizó el 13 de abril de 2014.

## Sistema de competición
Al igual que en las temporadas anteriores, forman parte del campeonato 112 equipos repartidos, por criterios de proximidad geográfica, en siete grupos de 16 equipo cada uno, del siguiente modo:
- Grupo I: Asturias, Cantabria y Galicia
- Grupo II: Aragón, País Vasco, La Rioja y Navarra
- Grupo III: Aragón, Baleares, Cataluña
- Grupo IV: Andalucía, Ceuta y Melilla
- Grupo V: Castilla y León, Comunidad de Madrid y Extremadura
- Grupo VI: Islas Canarias
- Grupo VII: Castilla-La Mancha, Comunidad de Madrid, Comunidad Valenciana y Región de Murcia

Siguiendo un sistema de liga, los 16 equipos de cada grupo se enfrentaron todos contra todos en dos ocasiones, en campo propio y contrario. El ganador de un partido obtiene tres puntos mientras que el perdedor suma ninguno, y en caso de un empate cada equipo consigue un punto.
Al término de la temporada (30 jornadas) el equipo que más puntos sumó en cada grupo se proclamará campeón de liga, y obtendrá un puesto para disputar, junto con el mejor subcampeón (quien tenga más puntos entre todos los grupos), la Copa de Campeones de División de Honor Juvenil.
Así mismo, los siete campeones y subcampeones de todos los grupos, junto con los dos terceros mejor clasificados, disputarán al finalizar la temporada, la Copa del Rey.
Por su parte, los cuatro últimos clasificados de cada grupo serán descendidos a la Liga Nacional Juvenil.

### La categoría juvenil
El reglamento de la Real Federación Española de Fútbol establece que la licencia de futbolista juvenil corresponde a los que cumplan diecisiete años a partir del 1 de enero de la temporada de que se trate, hasta la finalización de la temporada en que cumplan los diecinueve.

## Clasificaciones de la División de Honor

### Grupo I
| Pos | Equipo              | Pts | J  | G  | E  | P  | GF | GC |
| --- | ------------------- | --- | -- | -- | -- | -- | -- | -- |
| 1   | Racing de Santander | 70  | 30 | 21 | 7  | 2  | 76 | 26 |
| 2   | Celta de Vigo       | 65  | 30 | 20 | 5  | 5  | 85 | 29 |
| 3   | Deportivo La Coruña | 53  | 30 | 15 | 8  | 7  | 59 | 35 |
| 4   | Pabellón Ourense    | 44  | 30 | 12 | 8  | 10 | 37 | 37 |
| 5   | Sporting de Gijón   | 41  | 30 | 11 | 8  | 11 | 56 | 50 |
| 6   | Llano 2.000         | 41  | 30 | 9  | 14 | 7  | 44 | 40 |
| 7   | Real Oviedo         | 39  | 30 | 11 | 6  | 13 | 49 | 49 |
| 8   | Porriño Industrial  | 39  | 30 | 10 | 9  | 11 | 45 | 49 |
| 9   | CD Lugo             | 37  | 30 | 10 | 7  | 13 | 48 | 50 |
| 10  | Pontevedra CF       | 35  | 30 | 9  | 8  | 13 | 57 | 72 |
| 11  | Atlético Perines    | 35  | 30 | 9  | 8  | 13 | 51 | 55 |
| 12  | Club Bansander      | 35  | 30 | 9  | 8  | 13 | 62 | 70 |
| 13  | Veriña CF           | 35  | 30 | 9  | 8  | 13 | 32 | 49 |
| 14  | CD Roces            | 32  | 30 | 9  | 5  | 16 | 30 | 56 |
| 15  | CD Areosa           | 30  | 30 | 8  | 6  | 16 | 46 | 72 |
| 16  | Cervantes           | 28  | 30 | 7  | 7  | 16 | 40 | 78 |

|  | Clasificado para la Copa de Campeones y la Copa del Rey 2014 |
|  | Clasificado para la Copa del Rey 2014                        |
|  | Desciende a la Liga Nacional Juvenil                         |

### Grupo II
| Pos | Equipo           | Pts | J  | G  | E  | P  | GF | GC |
| --- | ---------------- | --- | -- | -- | -- | -- | -- | -- |
| 1   | Real Sociedad    | 70  | 30 | 22 | 4  | 4  | 82 | 24 |
| 2   | SD Huesca        | 65  | 30 | 19 | 8  | 3  | 62 | 19 |
| 3   | Danok Bat CF     | 65  | 30 | 20 | 5  | 5  | 58 | 26 |
| 4   | Athletic Club    | 64  | 30 | 20 | 4  | 6  | 73 | 32 |
| 5   | CA Osasuna       | 59  | 30 | 16 | 11 | 3  | 75 | 34 |
| 6   | Deportivo Alavés | 40  | 30 | 11 | 7  | 12 | 39 | 34 |
| 7   | SD Eibar         | 37  | 30 | 11 | 4  | 15 | 37 | 46 |
| 8   | AD San Juan      | 37  | 30 | 10 | 7  | 13 | 32 | 51 |
| 9   | UD Logroñés      | 36  | 30 | 10 | 6  | 14 | 29 | 42 |
| 10  | Antiguoko KE     | 35  | 30 | 8  | 11 | 11 | 30 | 35 |
| 11  | UDC Txantrea     | 35  | 30 | 11 | 2  | 17 | 40 | 50 |
| 12  | Arenas Club      | 34  | 30 | 9  | 7  | 14 | 31 | 45 |
| 13  | SCD Durango      | 29  | 30 | 8  | 5  | 17 | 28 | 54 |
| 14  | CD Getxo         | 26  | 30 | 7  | 5  | 18 | 34 | 64 |
| 15  | CD Berceo        | 22  | 30 | 7  | 1  | 22 | 21 | 69 |
| 16  | CD Oberena       | 20  | 30 | 5  | 5  | 20 | 23 | 69 |

|  | Clasificado para la Copa de Campeones y la Copa del Rey 2014 |
|  | Clasificado para la Copa del Rey 2014                        |
|  | Desciende a la Liga Nacional Juvenil                         |

### Grupo III
| Pos | Equipo                 | Pts | J  | G  | E  | P  | GF | GC |
| --- | ---------------------- | --- | -- | -- | -- | -- | -- | -- |
| 1   | FC Barcelona           | 72  | 30 | 23 | 3  | 4  | 83 | 23 |
| 2   | RCD Espanyol           | 62  | 30 | 19 | 5  | 6  | 76 | 36 |
| 3   | RCD Mallorca           | 57  | 30 | 18 | 3  | 9  | 64 | 42 |
| 4   | CF Badalona            | 55  | 30 | 16 | 7  | 7  | 51 | 37 |
| 5   | CF Damm                | 53  | 30 | 16 | 5  | 9  | 53 | 40 |
| 6   | Jàbac-Terrassa         | 49  | 30 | 13 | 10 | 7  | 45 | 36 |
| 7   | CD Roda                | 47  | 30 | 14 | 5  | 11 | 48 | 48 |
| 8   | UD Cornellà            | 45  | 30 | 13 | 6  | 11 | 55 | 44 |
| 9   | Gimnàstic de Tarragona | 41  | 30 | 11 | 8  | 11 | 41 | 42 |
| 10  | Real Zaragoza          | 37  | 30 | 11 | 4  | 15 | 38 | 50 |
| 11  | CD San Francisco       | 35  | 30 | 9  | 8  | 13 | 40 | 47 |
| 12  | Atlético Baleares      | 35  | 30 | 10 | 5  | 15 | 46 | 56 |
| 13  | CE Europa              | 29  | 30 | 8  | 5  | 17 | 35 | 81 |
| 14  | UE Sant Andreu         | 28  | 30 | 7  | 7  | 16 | 28 | 47 |
| 15  | Girona FC              | 16  | 30 | 3  | 7  | 20 | 24 | 51 |
| 16  | CD Menorca             | 12  | 30 | 2  | 6  | 22 | 25 | 72 |

|  | Clasificado para la Copa de Campeones y la Copa del Rey 2014 |
|  | Clasificado para la Copa del Rey 2014                        |
|  | Desciende a la Liga Nacional Juvenil                         |

### Grupo IV
| Pos | Equipo                | Pts | J  | G  | E | P  | GF | GC  |
| --- | --------------------- | --- | -- | -- | - | -- | -- | --- |
| 1   | Málaga CF             | 73  | 30 | 23 | 4 | 3  | 82 | 21  |
| 2   | Sevilla FC            | 72  | 30 | 23 | 3 | 4  | 93 | 25  |
| 3   | Real Betis            | 55  | 30 | 16 | 7 | 7  | 59 | 29  |
| 4   | Cádiz CF              | 53  | 30 | 15 | 8 | 7  | 59 | 33  |
| 5   | UD Almería            | 50  | 30 | 14 | 8 | 8  | 52 | 37  |
| 6   | Granada CF            | 50  | 30 | 15 | 5 | 10 | 59 | 38  |
| 7   | CD Santa Fe           | 44  | 30 | 12 | 8 | 10 | 52 | 45  |
| 8   | RC Recreativo         | 44  | 30 | 12 | 8 | 10 | 38 | 43  |
| 9   | Puerto Malagueño      | 39  | 30 | 11 | 6 | 13 | 32 | 33  |
| 10  | Los Molinos CF        | 36  | 30 | 11 | 3 | 16 | 37 | 61  |
| 11  | CD 26 De Febrero      | 34  | 30 | 9  | 7 | 14 | 46 | 52  |
| 12  | ADP Sevilla Este      | 34  | 30 | 9  | 7 | 14 | 39 | 48  |
| 13  | Xerez CD              | 29  | 30 | 7  | 8 | 15 | 40 | 64  |
| 14  | CD Gimnástico Melilla | 26  | 30 | 7  | 5 | 18 | 35 | 84  |
| 15  | Coria CF              | 23  | 30 | 6  | 5 | 19 | 34 | 66  |
| 16  | AD Taraguilla         | 11  | 30 | 3  | 2 | 25 | 26 | 104 |

|  | Clasificado para la Copa de Campeones y la Copa del Rey 2014 |
|  | Clasificado para la Copa del Rey 2014                        |
|  | Desciende a la Liga Nacional Juvenil                         |

### Grupo V
| Pos | Equipo             | Pts | J  | G  | E | P  | GF  | GC  |
| --- | ------------------ | --- | -- | -- | - | -- | --- | --- |
| 1   | Real Madrid CF     | 83  | 30 | 27 | 2 | 1  | 93  | 14  |
| 2   | Atlético de Madrid | 70  | 30 | 23 | 1 | 6  | 104 | 36  |
| 3   | Getafe CF          | 63  | 30 | 19 | 6 | 5  | 67  | 28  |
| 4   | Rayo Vallecano     | 61  | 30 | 18 | 7 | 5  | 72  | 37  |
| 5   | CD Diocesano       | 59  | 30 | 18 | 5 | 7  | 59  | 26  |
| 6   | Real Valladolid    | 49  | 30 | 14 | 7 | 9  | 64  | 41  |
| 7   | Unión Adarve       | 42  | 30 | 13 | 3 | 14 | 50  | 52  |
| 8   | CD Leganés         | 35  | 30 | 10 | 5 | 15 | 42  | 53  |
| 9   | UP Plasencia       | 35  | 30 | 10 | 5 | 15 | 35  | 57  |
| 10  | Rayo Majadahonda   | 34  | 30 | 9  | 7 | 14 | 38  | 50  |
| 11  | AD Alcorcón        | 34  | 30 | 9  | 7 | 14 | 34  | 45  |
| 12  | Puente Castro FC   | 34  | 30 | 10 | 4 | 16 | 47  | 74  |
| 13  | Santa Ana          | 33  | 30 | 10 | 3 | 17 | 41  | 55  |
| 14  | San Fernando CD    | 27  | 30 | 8  | 3 | 19 | 36  | 62  |
| 15  | CD Don Bosco       | 21  | 30 | 5  | 6 | 19 | 42  | 67  |
| 16  | UD Talavera        | 4   | 30 | 1  | 1 | 28 | 17  | 144 |

|  | Clasificado para la Copa de Campeones y la Copa del Rey 2014 |
|  | Clasificado para la Copa del Rey 2014                        |
|  | Desciende a la Liga Nacional Juvenil                         |

### Grupo VI
| Pos | Equipo         | Pts | J  | G  | E  | P  | GF | GC |
| --- | -------------- | --- | -- | -- | -- | -- | -- | -- |
| 1   | UD Las Palmas  | 82  | 30 | 26 | 4  | 0  | 91 | 15 |
| 2   | CD Tenerife    | 60  | 30 | 18 | 6  | 6  | 65 | 21 |
| 3   | Arucas CF      | 54  | 30 | 17 | 3  | 10 | 63 | 40 |
| 4   | CD Tahíche     | 48  | 30 | 15 | 3  | 12 | 51 | 50 |
| 5   | Acodetti CF    | 46  | 30 | 13 | 7  | 10 | 39 | 33 |
| 6   | UD Vecindario  | 43  | 30 | 12 | 7  | 11 | 41 | 40 |
| 7   | CD Sobradillo  | 39  | 30 | 11 | 6  | 13 | 51 | 60 |
| 8   | CD Ofra        | 37  | 30 | 10 | 7  | 13 | 35 | 44 |
| 9   | UD Telde       | 37  | 30 | 10 | 7  | 13 | 43 | 56 |
| 10  | SD Tenisca     | 37  | 30 | 10 | 7  | 13 | 41 | 58 |
| 11  | AD Huracán     | 36  | 30 | 10 | 6  | 14 | 46 | 57 |
| 12  | CD Laguna      | 35  | 30 | 9  | 8  | 13 | 42 | 43 |
| 13  | CD Puerto Cruz | 35  | 30 | 8  | 11 | 11 | 30 | 47 |
| 14  | Unión Viera CF | 29  | 30 | 8  | 5  | 17 | 29 | 46 |
| 15  | CD Mensajero   | 27  | 30 | 7  | 6  | 17 | 31 | 57 |
| 16  | Estrella CF    | 26  | 30 | 7  | 5  | 18 | 33 | 64 |

|  | Clasificado para la Copa de Campeones y la Copa del Rey 2014 |
|  | Clasificado para la Copa del Rey 2014                        |
|  | Desciende a la Liga Nacional Juvenil                         |

### Grupo VII
| Pos | Equipo             | Pts | J  | G  | E  | P  | GF | GC |
| --- | ------------------ | --- | -- | -- | -- | -- | -- | -- |
| 1   | Valencia CF        | 63  | 30 | 20 | 6  | 4  | 66 | 17 |
| 2   | Levante UD         | 56  | 30 | 17 | 8  | 5  | 53 | 26 |
| 3   | Villarreal CF      | 53  | 30 | 17 | 5  | 8  | 59 | 36 |
| 4   | Atlético Madrileño | 51  | 30 | 16 | 6  | 8  | 44 | 28 |
| 5   | Real Murcia CF     | 42  | 30 | 14 | 6  | 10 | 52 | 40 |
| 6   | Huracán Valencia   | 42  | 30 | 12 | 9  | 9  | 33 | 31 |
| 7   | Elche CF           | 40  | 30 | 12 | 7  | 11 | 47 | 42 |
| 8   | CD Numancia        | 36  | 30 | 11 | 6  | 13 | 45 | 55 |
| 9   | Torre Levante      | 37  | 30 | 9  | 10 | 11 | 34 | 41 |
| 10  | Albacete Balompié  | 33  | 30 | 9  | 9  | 12 | 40 | 46 |
| 11  | Tabernes Blanques  | 30  | 30 | 9  | 9  | 12 | 32 | 41 |
| 12  | Cartagena          | 32  | 30 | 9  | 8  | 13 | 32 | 48 |
| 13  | CD Alcoyano        | 32  | 30 | 10 | 5  | 15 | 40 | 47 |
| 14  | CD Castellón       | 26  | 30 | 9  | 5  | 16 | 33 | 53 |
| 15  | Alicante CF        | 23  | 30 | 5  | 8  | 17 | 22 | 58 |
| 16  | CD Ciudad Real     | 20  | 30 | 5  | 5  | 20 | 25 | 48 |

|  | Clasificado para la Copa de Campeones y la Copa del Rey 2014 |
|  | Clasificado para la Copa del Rey 2014                        |
|  | Desciende a la Liga Nacional Juvenil                         |

## Copa de Campeones 2014
La Copa de Campeones 2014 fue la 20.ª edición del campeonato juvenil, la cual se disputó entre el 5 de mayo y el 10 de mayo de 2014, en el Estadio Municipal de Las Viñas en la localidad almeriense de Vera. En esta edición Real Madrid C. F. logró alzarse con el trofeo consiguiendo de esta manera la sexta copa en su historia, tras una difícil y cerrada final la cual se definió desde el punto penal en donde se impusieron los madridistas por 7-6 ante la  Real Sociedad.

### Sistema de competición
Al igual que la temporada anterior, el número de participantes se mantuvo en ocho: compuesto por los siete campeones de cada grupo de la División de Honor Juvenil 2013-14, más el mejor subcampeón entre todos los grupos, el cual en esta ocasión fue el Sevilla F. C. con 72 puntos. El sistema de competición es a través de la eliminación directa, sin partido para definir un tercer y cuarto lugar, como cada año se jugarán todos los partidos en un mismo campo.

### Cuadro final
|  | Cuartos de final    | Cuartos de final  |                   |                     | Semifinales       | Semifinales       |  |                   | Final                                         | Final                                         |  |
|  | 5 de mayo de 2014   | 5 de mayo de 2014 |                   |                     | 7 de mayo de 2014 | 7 de mayo de 2014 |  |                   | 10 de mayo de 2014 Las Viñas de Vera, Almería | 10 de mayo de 2014 Las Viñas de Vera, Almería |  |
|  |                     |                   |                   |                     |                   |                   |  |                   |                                               |                                               |  |
|  |                     |                   |                   |                     |                   |                   |  |                   |                                               |                                               |  |
|  | Racing de Santander | 4                 |                   |                     |                   |                   |  |                   |                                               |                                               |  |
|  | Racing de Santander | 4                 |                   |                     |                   |                   |  |                   |                                               |                                               |  |
|  | Valencia C. F.      | 2                 |                   |                     |                   |                   |  |                   |                                               |                                               |  |
|  | Valencia C. F.      | 2                 |                   | Racing de Santander | 4                 |                   |  |                   |                                               |                                               |  |
|  |                     |                   |                   | Racing de Santander | 4                 |                   |  |                   |                                               |                                               |  |
|  |                     |                   | Real Madrid C. F. | 6                   |                   |                   |  |                   |                                               |                                               |  |
|  | F. C. Barcelona     | 2                 | Real Madrid C. F. | 6                   |                   |                   |  |                   |                                               |                                               |  |
|  | F. C. Barcelona     | 2                 |                   |                     |                   |                   |  |                   |                                               |                                               |  |
|  | Real Madrid C. F.   | 4                 |                   |                     |                   |                   |  |                   |                                               |                                               |  |
|  | Real Madrid C. F.   | 4                 |                   |                     |                   |                   |  | Real Madrid C. F. | 1 (7)                                         |                                               |  |
|  |                     |                   |                   |                     |                   |                   |  | Real Madrid C. F. | 1 (7)                                         |                                               |  |
|  |                     |                   | Real Sociedad     | 1 (6)               |                   |                   |  |                   |                                               |                                               |  |
|  | Málaga C. F.        | 2                 | Real Sociedad     | 1 (6)               |                   |                   |  |                   |                                               |                                               |  |
|  | Málaga C. F.        | 2                 |                   |                     |                   |                   |  |                   |                                               |                                               |  |
|  | Sevilla F. C.       | 1                 |                   |                     |                   |                   |  |                   |                                               |                                               |  |
|  | Sevilla F. C.       | 1                 |                   | Málaga C. F.        | 1                 |                   |  |                   |                                               |                                               |  |
|  |                     |                   |                   | Málaga C. F.        | 1                 |                   |  |                   |                                               |                                               |  |
|  |                     |                   | Real Sociedad     | 1                   |                   |                   |  |                   |                                               |                                               |  |
|  | U. D. Las Palmas    | 0                 | Real Sociedad     | 1                   |                   |                   |  |                   |                                               |                                               |  |
|  | U. D. Las Palmas    | 0                 |                   |                     |                   |                   |  |                   |                                               |                                               |  |
|  | Real Sociedad       | 1                 |                   |                     |                   |                   |  |                   |                                               |                                               |  |
|  | Real Sociedad       | 1                 |                   |                     |                   |                   |  |                   |                                               |                                               |  |
|  |                     |                   |                   |                     |                   |                   |  |                   |                                               |                                               |  |

### Cuartos de final
| Cuartos de final; 5 de mayo de 2014, 10:30 (CEST) | Racing de Santander                                | 4:2 (1:1) | Valencia C. F.                  | Las Viñas, Vera          |                          |
|                                                   | Prada 15' · Concha 48' (pen.), 93' · Somavilla 51' | Reporte   | Borja Domingo 21' · Latorre 89' | Árbitro(s): Gómez Peláez | Árbitro(s): Gómez Peláez |

| Cuartos de final; 5 de mayo de 2014, 12:45 (CEST) | F. C. Barcelona           | 2:4 (0:2) | Real Madrid C. F.                      | Las Viñas, Vera                |                                |
|                                                   | Adama 69' · Corredera 90' | Reporte   | Legaz 13', 36' · Javier Muñoz 47', 71' | Árbitro(s): Sánchez Villalobos | Árbitro(s): Sánchez Villalobos |

| Cuartos de final; 5 de mayo de 2014, 17:00 (CEST) | Málaga C. F.                  | 2:1 (0:0) | Sevilla F. C. | Las Viñas, Vera           |                           |
|                                                   | José Sánchez 51' · Gallar 82' | Reporte   | Mato 90+4'    | Árbitro(s): Reyes Estévez | Árbitro(s): Reyes Estévez |

| Cuartos de final; 5 de mayo de 2014, 19:30 (CEST) | U. D. Las Palmas | 0:1 (0:1) | Real Sociedad | Las Viñas, Vera            |                            |
|                                                   |                  | Reporte   | Ugarte 39'    | Árbitro(s): Borja Belmonte | Árbitro(s): Borja Belmonte |

### Semifinales
| Semifinales; 7 de mayo de 2014, 17:00 (CEST) | Racing de Santander                                | 4:6 (1:3) | Real Madrid C. F.                                               | Las Viñas, Vera          |                          |
|                                              | Jonathan López 4' · Sánchez 52', 62' · Gandara 85' | Reporte   | Javier Muñoz 2', 28' · Álvaro 39' · Legaz 55' · Agoney 74', 88' | Árbitro(s): Yáñez Megías | Árbitro(s): Yáñez Megías |

| Semifinales; 7 de mayo de 2014, 19:30 (CEST) | Málaga C. F. | 1:2 (1:0) | Real Sociedad     | Las Viñas, Vera           |                           |
|                                              | Fornals 21'  | Reporte   | Guridi 74', 90+2' | Árbitro(s): Ruiz Aguilera | Árbitro(s): Ruiz Aguilera |

### Final
| -          | POR        | Sergio Rodríguez    |      |
| -          | DEF        | Francisco Rodríguez |      |
| -          | DEF        | Mario Hermoso       |      |
| -          | DEF        | Jaime Sánchez       | 67'  |
| -          | DEF        | José León           |      |
| -          | MED        | Marcos Llorente     | 106' |
| -          | MED        | Aleix Febas         | 59'  |
| -          | MED        | Javier Muñoz        |      |
| -          | DEL        | Álvaro Jiménez      |      |
| -          | DEL        | Agoney González     | 59'  |
| -          | DEL        | Marcos Legaz        |      |
| Entrenador | Entrenador | Luis Miguel Ramis   |      |

| -          | POR        | Estanislaeo Marcellan |     |
| -          | DEF        | Andoni Gorosabel      |     |
| -          | DEF        | Andoni Ugarte         |     |
| -          | DEF        | Adrián Lapeña         |     |
| -          | DEF        | Xabier Prieto         | 57' |
| -          | MED        | Imanol Sarriegi       | 54' |
| -          | MED        | Luka Sangalli         | 84' |
| -          | MED        | Jon Guridi            |     |
| -          | MED        | Eneko Capilla         |     |
| -          | MED        | Martín Merquelanz     | 61' |
| -          | DEL        | Jon Bautista          | 73' |
| Entrenador | Entrenador | Jon Mikel Arrieta     |     |

| - | MED | Enzo Zidane     | 59'  |
| - | MED | Cristian Cedrés | 59'  |
| - | DEF | Héctor Martínez | 67'  |
| - | MED | Miguel Muñoz    | 106' |

| - | MED | Roberto Olabe    | 54' |
| - | DEF | Josu Ibarbia     | 57' |
| - | DEF | Odei Arrieta     | 61' |
| - | MED | Iker Olaizola    | 73' |
| - | MED | Álvaro Odriozola | 84' |

| Anotado | 64' | Marcos Legaz | 1-1 |

| Anotado | 21' | Adrián Lapeña | 0-1 |

| Marcos Legaz        | Acierto de penal | 1:1 | Acierto de penal | Roberto Olabe    |
| Miguel Muñoz        | Acierto de penal | 2:2 | Acierto de penal | Eneko Capilla    |
| Cristian Cedrés     | Acierto de penal | 3:3 | Acierto de penal | Iker Olaizola    |
| Álvaro Jiménez      | Acierto de penal | 4:4 | Acierto de penal | Andoni Ugarte    |
| Enzo Zidane         | Acierto de penal | 5:5 | Acierto de penal | Álvaro Odriozola |
| Mario Hermoso       | Fallo de penal   | 5:5 | Fallo de penal   | Josu Ibarbia     |
| Javier Muñoz        | Acierto de penal | 6:6 | Acierto de penal | Odei Arrieta     |
| Francisco Rodríguez | Acierto de penal | 7:6 | Fallo de penal   | Jon Guridi       |

| Árbitro:                                                      | David Fernández Borbalán |
| Árbitros asistentes:                                          | Alejandro Gil Sergio     |
| Árbitros asistentes:                                          | Javier San José López    |
| Cuarto árbitro:                                               | Sergio Montoya Samper    |
| Reporte Archivado el 25 de agosto de 2017 en Wayback Machine. |                          |

| -          | POR        | Sergio Rodríguez    |      |
| -          | DEF        | Francisco Rodríguez |      |
| -          | DEF        | Mario Hermoso       |      |
| -          | DEF        | Jaime Sánchez       | 67'  |
| -          | DEF        | José León           |      |
| -          | MED        | Marcos Llorente     | 106' |
| -          | MED        | Aleix Febas         | 59'  |
| -          | MED        | Javier Muñoz        |      |
| -          | DEL        | Álvaro Jiménez      |      |
| -          | DEL        | Agoney González     | 59'  |
| -          | DEL        | Marcos Legaz        |      |
| Entrenador | Entrenador | Luis Miguel Ramis   |      |

| -          | POR        | Estanislaeo Marcellan |     |
| -          | DEF        | Andoni Gorosabel      |     |
| -          | DEF        | Andoni Ugarte         |     |
| -          | DEF        | Adrián Lapeña         |     |
| -          | DEF        | Xabier Prieto         | 57' |
| -          | MED        | Imanol Sarriegi       | 54' |
| -          | MED        | Luka Sangalli         | 84' |
| -          | MED        | Jon Guridi            |     |
| -          | MED        | Eneko Capilla         |     |
| -          | MED        | Martín Merquelanz     | 61' |
| -          | DEL        | Jon Bautista          | 73' |
| Entrenador | Entrenador | Jon Mikel Arrieta     |     |

| - | MED | Enzo Zidane     | 59'  |
| - | MED | Cristian Cedrés | 59'  |
| - | DEF | Héctor Martínez | 67'  |
| - | MED | Miguel Muñoz    | 106' |

| - | MED | Roberto Olabe    | 54' |
| - | DEF | Josu Ibarbia     | 57' |
| - | DEF | Odei Arrieta     | 61' |
| - | MED | Iker Olaizola    | 73' |
| - | MED | Álvaro Odriozola | 84' |

| Anotado | 64' | Marcos Legaz | 1-1 |

| Anotado | 21' | Adrián Lapeña | 0-1 |

| Marcos Legaz        | Acierto de penal | 1:1 | Acierto de penal | Roberto Olabe    |
| Miguel Muñoz        | Acierto de penal | 2:2 | Acierto de penal | Eneko Capilla    |
| Cristian Cedrés     | Acierto de penal | 3:3 | Acierto de penal | Iker Olaizola    |
| Álvaro Jiménez      | Acierto de penal | 4:4 | Acierto de penal | Andoni Ugarte    |
| Enzo Zidane         | Acierto de penal | 5:5 | Acierto de penal | Álvaro Odriozola |
| Mario Hermoso       | Fallo de penal   | 5:5 | Fallo de penal   | Josu Ibarbia     |
| Javier Muñoz        | Acierto de penal | 6:6 | Acierto de penal | Odei Arrieta     |
| Francisco Rodríguez | Acierto de penal | 7:6 | Fallo de penal   | Jon Guridi       |

| Árbitro:                                                      | David Fernández Borbalán |
| Árbitros asistentes:                                          | Alejandro Gil Sergio     |
| Árbitros asistentes:                                          | Javier San José López    |
| Cuarto árbitro:                                               | Sergio Montoya Samper    |
| Reporte Archivado el 25 de agosto de 2017 en Wayback Machine. |                          |

|                   |
| Campeón           |
| Real Madrid C. F. |
| 12º título        |